# Виноградов, Владимир Алексеевич (футболист)
Владимир Алексеевич Виноградов (22 апреля 1943, Омск, СССР — 1 октября 1993, Санкт-Петербург, Россия) — советский футболист, полузащитник.

## Биография
Окончил 8 классов. С ноября 1958 по май 1961 работал на заводе «Большевик», где и начал играть в футбол. С 1961 года — в составе ленинградского «Зенита», в 1966—1967 годах сыграл в чемпионате 32 игры, забил один гол. В июле 1968 перешёл в ленинградское «Динамо», следующие два сезона играл в «Зените» Ижевск, первую половину 1971 — в ЛОМО. за свой последний клуб «Электрон» Новгород выступал с июня 1971 по июнь 1974.
В 1978 окончил ГОЛИФК имени П. Ф. Лесгафта. Тренировал ЛОС ДСО «Зенит», с 1976 работал тренером СДЮСШ по футболу при профкоме ЛОМО, в 1982—1987 был директором школы, в 1988—1989 — тренером-преподавателем. Был руководителем спортивной секции ПТУ-83 (1987—1988). Имел звание тренера первой категории.
Сын Константин в 1986 году в составе второй детской команды был чемпионом и обладателем кубка Ленинграда.